# Большой Бабинский
Большо́й Ба́бинский — хутор в Алексеевском районе Волгоградской области России. Административный центр Большебабинского сельского поселения.
Население — 0,34 тыс. жителей.
Хутор расположен на севере района, в 11 км северо-восточнее станицы Алексеевской. Рядом с хутором проходит автодорога «Новоаннинский—Алексеевской». В 35 км северо-восточнее расположена железнодорожная станция Филоново (Новоаннинский) на линии «Волгоград—Москва».
В хуторе находятся средняя образовательная  школа, медучреждение, газифицирован в 2003 году.
Пойма реки Бузулук, государственный памятник природы «Озёра Бабинские». Состоит из двух озёр: Большое Бабье и Малое Бабье. Места для охоты, рыбалки, сбора грибов.

## История
По состоянию на 1918 год хутор входил в Павловский юрт Хопёрского округа Области Войска Донского.

## Достопримечательности
На озёрах Большое и Малое Бабье образуются плавающие острова.